# Opération Trident (1971)
Ne doit pas être confondu avec Opération Trident.
Troisième guerre indo-pakistanaise
L’opération Trident est une attaque navale lancée par la marine indienne contre le port de Karachi, pendant la guerre indo-pakistanaise de 1971. C'est depuis l'indépendance tant de l'Inde que du Pakistan, la première bataille à l'occasion de laquelle des bâtiments de guerre sont coulés.

## La bataille
Après des mois de troubles dans le Pakistan de l'est, devenu depuis le Bangladesh, et à la suite de l'opération Chengiz Khan (en), lancée préventivement contre elle par l'aviation pakistanaise, l'Inde décide d'intervenir militairement le 3 décembre 1971.
Karachi abrite le quartier général de la marine pakistanaise et la majeure partie de ses navires mouillent dans son port. Karachi est aussi le centre du trafic maritime commercial pakistanais et son blocus peut avoir des conséquences économiques désastreuses pour le pays. Très conscient de cette réalité, l'état-major pakistanais a puissamment défendu le port contre des attaques navales ou aériennes éventuelles.
Le 4 décembre, la marine indienne déclenche l'opération Trident contre le port. Trois vedettes lance-missiles de classe Osa, escortées par deux patrouilleurs anti sous-marins attaquent et coulent les navires pakistanais PNS Muhafiz et PNS Khyber et endommagent sérieusement le PNS Shajahan. Les vedettes lancent ensuite des missiles contre les installations pétrolières du port qui sont incendiés.

## Conséquences
La marine indienne remporte un succès décisif sur son adversaire. Le 8 décembre suivant, elle lance l'opération Python à nouveau contre Karachi, avec tout autant de réussite, infligeant des pertes irréparables à la marine pakistanaise et détruisant toutes les réserves pétrolières de la région. Le 4 décembre est depuis fêté en grande pompe par la marine indienne.

## Sources
- (en) « Indo-Pakistani War of 1971 », Global Security
- (en) S.M.Nanda, The Man Who Bombed Karachi, HarperCollins India, 2004
- (en) Kuldip Singh Bajwa, « How west was won...on the waterfront », 11 janvier 2004
- (en) « Operations in the Arabian Sea »(Archive.org • Wikiwix • Archive.is • Google • Que faire ?), Pakistan Military Consortium

## Référence
- (en) Cet article est partiellement ou en totalité issu de l’article de Wikipédia en anglais intitulé « Operation Trident (1971) » (voir la liste des auteurs).